# HD 196761
HD 196761 — карликовая звезда главной последовательности в созвездии Козерога, находящаяся на расстоянии около 47 световых лет от Солнца.
Спектральный класс звезды — G8V, а её радиус составляет порядка 81 % радиуса Солнца. По сравнению с Солнцем, её металличность невелика — только половина солнечной
Средняя пространственная скорость звезды имеет компоненты U = −59 км/с (движется в направлении от галактического центра), V = 20 км/с (движется вместе с галактическим вращением) и W = 4 км/с (движется в направлении галактического северного полюса). Эксцентриситет орбиты звезды при движении через Млечный Путь, равен 0,18, в результате чего она, то приближается на расстояние 7,44 кпк, то удаляется на расстояние 10,6 кпк от галактического ядра. Наклон орбиты HD 196761 не более 0,20 кпк от плоскости галактического диска.